# Jesus Is Just Alright
"Jesus Is Just Alright" is een gospellied. Het werd geschreven door Art Reynolds en voor het eerst opgenomen door Reynolds' eigen groep in 1965. Het nummer is met name bekend in de coverversies van The Byrds en The Doobie Brothers.
De versie van The Arts Reynolds Singers is opgenomen in 1965 en een jaar later als single bij Capitol Records uitgebracht, alsmede als track op het album Tellin' It Like It Is. 

## Versie van The Byrds
De versie van The Byrds werd opgenomen op 17 juni 1969 tijdens de opnames voor het achtste studioalbum van de band, Ballad of Easy Rider. Het werd vervolgens op 15 december 1969 als single uitgegeven. De single bleef steken op nr. 97 in de Billboard Hot 100 en bereikte in de Nederlandse Top 40 de vijftiende plek. 
Het nummer werd aan The Byrds voorgesteld door de drummer van de band, Gene Parsons, die in de studio aanwezig was bij de opnames van The Art Reynolds Singers. The Byrds hadden het nummer voor de start van de Ballad of Easy Rider- opnamesessies aan hun liveconcertrepertoire toegevoegd en het was al snel een publiekslieveling geworden. Tussen 1969 en 1971 speelde de band dit nummer bij nagenoeg elk live-optreden.

### NPO Radio 2 Top 2000
| Nummer met noteringen in de NPO Radio 2 Top 2000 | '99  | '00 | '01  | '02 | '03  | '04-'06 | '07  |
| ------------------------------------------------ | ---- | --- | ---- | --- | ---- | ------- | ---- |
| Jesus Is Just Alright                            | 1445 | -   | 1786 | -   | 1948 | -       | 1778 |

1. ↑  Een '-' betekent dat het nummer niet was genoteerd en een vetgedrukt getal geeft de hoogste notering aan.
2. ↑  Deze tabel is bijgewerkt tot en met de laatste editie (2024).

## Versie van the Doobie Brothers
De versie van het nummer door the Doobie Brothers staat op hun tweede studio-album, Toulouse Street, uit 1972. Het werd vervolgens in november 1972 uitgebracht als de tweede single van het album en werd een internationale hit. In de Billboard Hot 100 werd plek 35 gehaald, in de Nederlandse Top 40 plek 20.
De band leerde het nummer kennen via de coverversie van the Byrds, en voegde het toe aan haar eigen liverepertoire. Als gevolg hiervan lijkt het muzikale arrangement van the Doobies sterk op dat van the Byrds en beduidend minder op die van Reynolds. Hoewel geen van de individuele bandleden sterk religieus was, werd het lied begin jaren zeventig erg populair onder christenen, vooral degenen die betrokken waren bij de Jezus-beweging. 